# Parque Natural do Cabo de Gata-Níjar

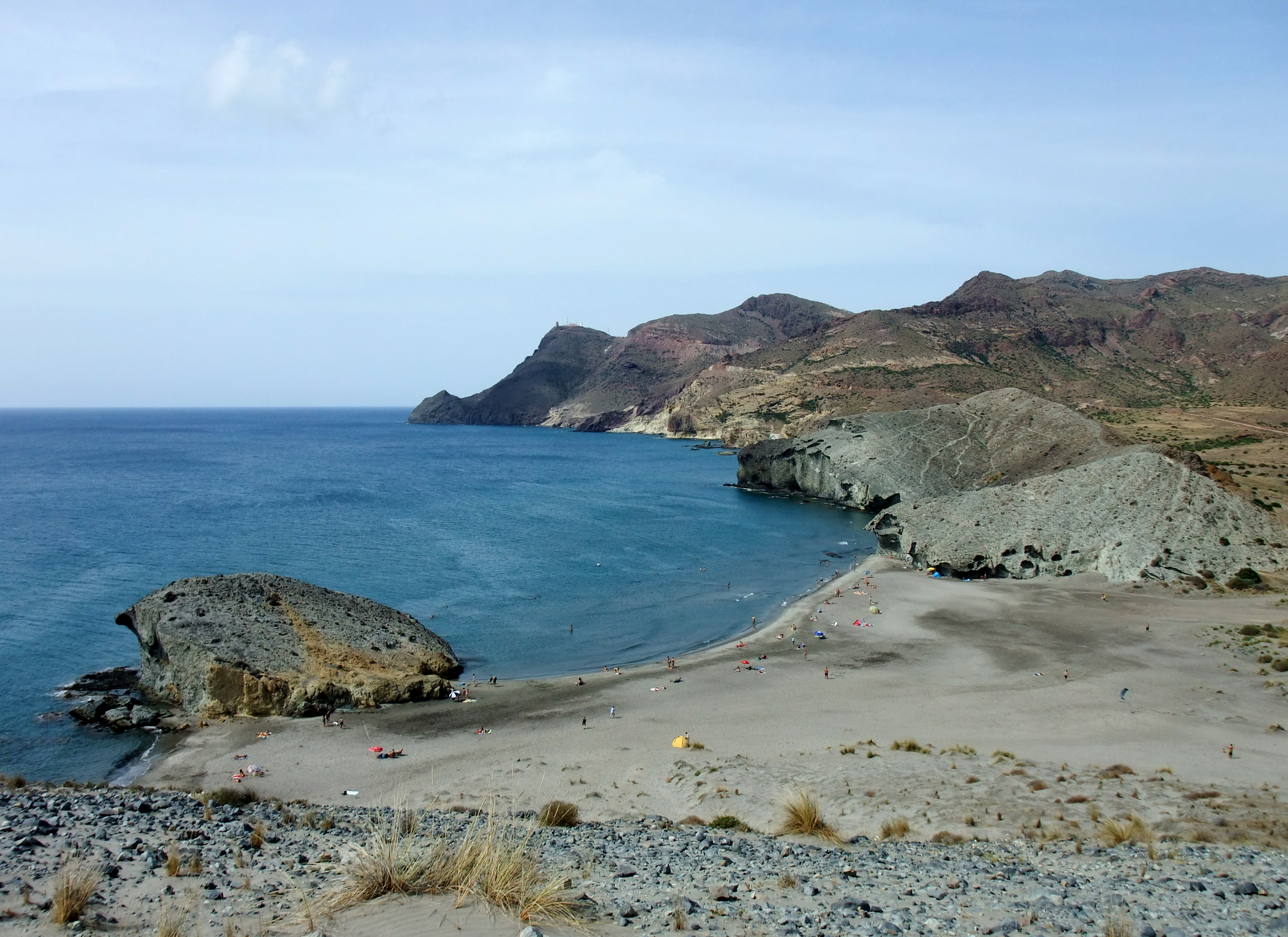
Praia de Mónsul, no Cabo de Gata.

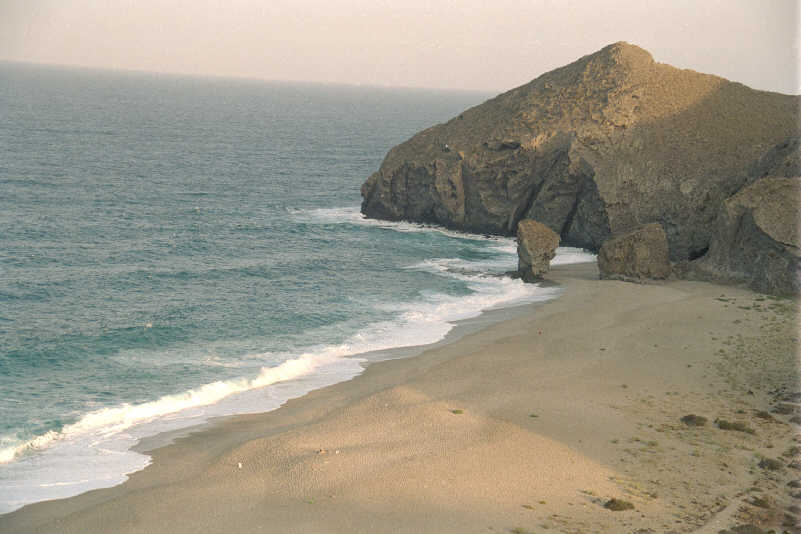
Praia de los Muertos, no Cabo de Gata.

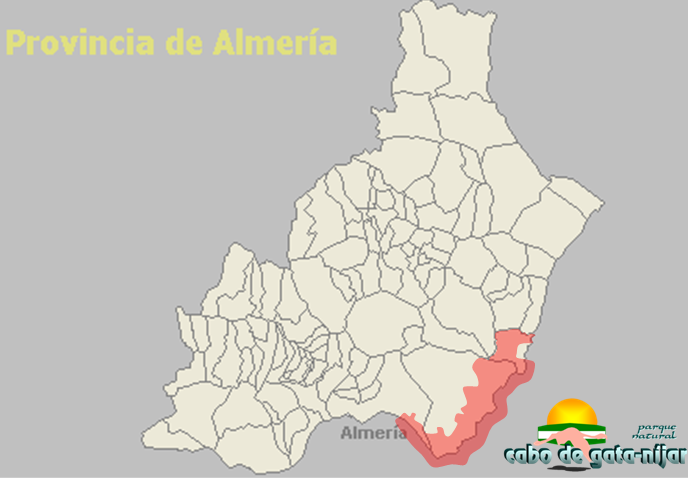
Localização do parque.

O Parque Natural do Cabo de Gata-Níjar é um parque natural no sudeste da Espanha, na província de Almería. É a maior reserva terrestre-marítima na parte ocidental do mar Mediterrâneo, cobrindo 460 km², incluindo a localidade de Carboneras, a Serra do Cabo de Gata, e 120 km² de mar como reserva marinha. A zona é de origem vulcânica e circunda o Cabo de Gata. Tem clima semiárido e é o local mais seco da Europa. Em 1997 foi designado como reserva da biosfera da UNESCO. Em 2001 foi listado como Zona Especialmente Protegida de Importância para o Mediterrâneo. Em 2010 foi proposto como local para armazenamento de resíduos radioativos.